# Holm of Houton
Holm of Houton är en ö i Storbritannien.   Den ligger i kommunen Orkneyöarna och riksdelen Skottland, i den norra delen av landet, 800 km norr om huvudstaden London.